# Prosthechea mulasii
Prosthechea mulasii är en orkidéart som beskrevs av Soto Arenas och L.Cerv. Prosthechea mulasii ingår i släktet Prosthechea och familjen orkidéer. Inga underarter finns listade i Catalogue of Life.